# Ulemica
Ulemica è un genere estinto di terapsidi, appartenente ai venjukoviamorfi. Visse nel Permiano medio (circa 265 - 260 milioni di anni fa) e i suoi resti fossili sono stati ritrovati in Russia.

## Descrizione
Questo animale è noto solo grazie ad alcuni crani fossili ben conservati ma non è noto alcuno scheletro postcranico. Il cranio, lungo circa 15 - 20 centimetri, era di costituzione massiccia. La dentatura era molto particolare, diversa da quella di qualunque altro terapside noto. 
Nella mascella superiore, il primo dente era grande e a forma di scalpello, ed era seguito da tre denti di grandezza simile ma con estensioni interne a forma di tacco. A seguire erano presenti quattro piccoli denti conici e un dente caniniforme molto più grande e rigonfio. Infine, la fila dentaria era completata da una serie di quattro o cinque denti molto piccoli e appuntiti. 
La dentatura inferiore era costituita da un primo dente ugualmente a forma di scalpello, seguito da tre denti più piccoli compressi lateralmente (negli esemplari giovani) o arrotondati e smussati (negli esemplari adulti); sembra che negli esemplari più anziani andassero perduti. A seguire, gli altri denti erano piccoli e disposti medialmente.

## Classificazione
Ulemica è un membro dei venjukoviamorfi, un piccolo gruppo di terapsidi anomodonti di dimensioni ridotte, tipici del Permiano. Inizialmente i fossili, rinvenuti nella zona di Isheevo lungo il fiume Ulema (Tatarstan, Russia), furono attribuiti da Efremov al genere Venjukovia (V. invisa), ma vennero poi classificati in un genere a sé stante da Ivakhnenko nel 1996; la specie tipo è Ulemica invisa, ma lo stesso Ivakhnenko descrisse anche la specie U. efremovi, sulla base di fossili provenienti dalla zona di Orenburg.

## Paleoecologia
La particolarissima dentatura di Ulemica, unitamente alla struttura delle sue mascelle, indica che questo animale doveva essere molto specializzato nel modo di nutrirsi. Sembra che i denti a forma di scalpello battessero l'uno contro l'altro, mentre quelli caniniformi superiori alloggiassero in una tacca sulla superficie ossea della mandibola quando la bocca era chiusa; i denti posteriori superiori, invece, andavano a battere contro la superficie laterale dei denti inferiori, che invece toccavano le ossa della regione palatale. È possibile che fosse presente una superficie cornea su queste regioni ossee. Data la struttura dell'articolare e del quadrato, non era possibile il movimento propalinale tipico dei mammiferi; i denti anteriori erano probabilmente adatti per tagliare materiale duro e fibroso, mentre quelli posteriori avevano forse una funzione trituratrice contro le superfici ossee o cornee. In ogni caso, con tutta probabilità Ulemica doveva nutrirsi di una notevole varietà di piante.